# 谷山衣枝
谷山 衣枝（たにやま きぬえ　1962年6月17日 - ）は、1980年代前半期に活躍した日本の元タレント。大阪府出身。所属していた事務所及び連絡先は「十番企画」（大阪）「OFFICE TOMY」（東京）。本名同じ。

## 来歴・人物
公称サイズ（1981年当時）は、身長162cm、B80cm、W57cm、H85cm。
三人兄妹の末っ子。実家は工場を経営。大阪府立布施北高等学校卒業。高校3年生の時に1980年度のクラリオンガールに応募して出場し、「十番企画賞」を受賞 したのがきっかけで芸能界入り。同年末、ニッポン放送『ザ・パンチ・パンチ・パンチ』の8代目パンチガールに選ばれ、林紀恵、小林恵美子と共に翌1981年1月から、この番組が終了する1982年12月まで2年間レギュラー出演。この番組の出演について、「歯切れのいい大阪弁でまくし立ててる」と紹介されている。高校在学中は週1回、芸能活動のために上京していた。
1981年9月12日公開の映画『ガキ帝国 悪たれ戦争』にて女優デビュー。平凡パンチ掲載のグラビアを『ガキ帝国』監督の井筒和幸が見て、大阪出身であることを知ってこの映画への起用を決めたという。この映画にて、彼女演じる「川村安子」のベッドシーンがあるが、「裸は絶対嫌」と考えていたことから、監督の井筒和幸もそれを理解して、吹き替えとして代理を立てて撮影したということを本人が明かしている。この前にも、映画『青春の門（1981年・1982年版）』の牧織江役のオーディションに臨んだが、監督からの「脱げますか？」の質問に「脱げません」と答えたことから、不合格となったということがあった。
容姿について、「あのランちゃん（伊藤蘭）が若くよみがえったみたい」 と紹介されたことがある一方で、月刊平凡 1981年9月号の記事においては、共演した中島めぐみから「春やすこ・けいこのけいこにちょっと似てない？」と言われて「また言われた」と答えたことがある。
郷ひろみのファン。趣味はレコード鑑賞、手芸（クッション作り）。スポーツ経験はバスケットボール。好物は寿司、お好み焼き、たこ焼き（いずれも1981年当時）。
『ザ・パンチ・パンチ・パンチ』終了後の1983年以降の活動については、確認されていない。

## 出演

### ラジオ
- ザ・パンチ・パンチ・パンチ（ニッポン放送）- 8代目パンチガールとして、林紀恵、小林恵美子と共に1981年1月～1982年12月まで出演。

### テレビ
- ある日突然恋だった（TBS）[9]
- 男と女のあいだには（TBS） - 茶越カツ子 役[9]

### 映画
- ガキ帝国 悪たれ戦争（1981年9月12日公開、東映=徳間書店提携作品） - 川村安子 役（ヒロイン）

### CM
- エスビー食品[1][2][4]

## 掲載
- 平凡パンチ 1980年11月3日号 カラーグラフ
- 平凡パンチ 1981年1月5日・12日号「'81Fresh&Hot Gals 総決算」
- 平凡パンチ 1981年2月23日号
- 平凡パンチ 1981年4月6日号
- 月刊平凡 1981年9月号「ブラウン管でキラッ！夏ん娘4人にご注目」（日髙のり子、大泉成子、中島めぐみとの共演）
- 平凡パンチ 1981年10月12日号「林家しん平の大看板絶頂トーク」
- 月刊ラジオマガジン（モーターマガジン社）1981年10月号「気になるあの人！この話！」
- BOMB 1981年11月号「Hot Gals 10」
- BOMB 1982年1月号（カラーグラビア）